# Eduardo Ribeiro dos Santos
Eduardo Ribeiro dos Santos, genannt Eduardo, (* 5. August 1980 in São João do Piauí, PI) ist ein brasilianischer ehemaliger Fußballspieler.

## Karriere
Der strenggläubige Christ Eduardo wagte im Jahr 2000 den Schritt nach Europa. Er wechselte in den Nachwuchs des Grasshopper Club Zürich. Schon bald schaffte er den Durchbruch in die 1. Mannschaft, in der er ein unverzichtbarer Spieler war. Er war Teil der Meistermannschaft mit Richard Núñez, die 2002/03 den Meistertitel für die Stadtzürcher holte.
Im Januar 2007 wechselte Eduardo, ein halbes Jahr vor seinem Vertragsende, zu dem französischen Zweitligisten EA Guingamp. Er war nach Ricardo Cabanas bereits der zweite Spieler von den Grasshopper, der nach Guingamp wechselte. Eduardo gelang dort im Mai 2009 ein besonderer Erfolg: seine beiden Treffer sicherten den Bretonen im Finale des französischen Pokalwettbewerbs den Gewinn der Coupe de France 2008/09. France Football bezeichnete ihn daraufhin als „Breizhilien“, ein Wortspiel aus „Breizh“ (bretonisch für Bretagne) und „Brésilien“ (französisch: Brasilianer). Zur Saison 2009/10 wechselte Eduardo zum Erstligaaufsteiger RC Lens, wo er einen Vertrag bis Juni 2012 unterschrieb. Es folgten weitere Stationen bei AC Ajaccio und dem FC Metz. 2014 kehrte er dann in seine Heimat Brasilien zurück und spielte seitdem für fünf verschiedene Vereine. Anfang 2019 stand er bei Ríver AC in der viertklassigen Serie D unter Vertrag. Seitdem tingelt Eduardo durch unterklassige Klubs.

## Erfolge
Grasshopper
- Axpo Super League: 2003

Guingamp
- Coupe de France: Coupe de France 2008/09

River AC
- Staatsmeisterschaft von Piauí: 2014, 2015, 2016, 2019